# Список станций Марсельского метрополитена
Это список станций Марсельского метрополитена — системы линий метрополитена в Марселе (Франция).

## Линии и станции

### Линия 1
- «Ла-Фурражер» (фр. La Fourragère)
- «Сен-Барнабе» (фр. Saint-Barnabé)
- «Луи Арман» (фр. Louis Armand)

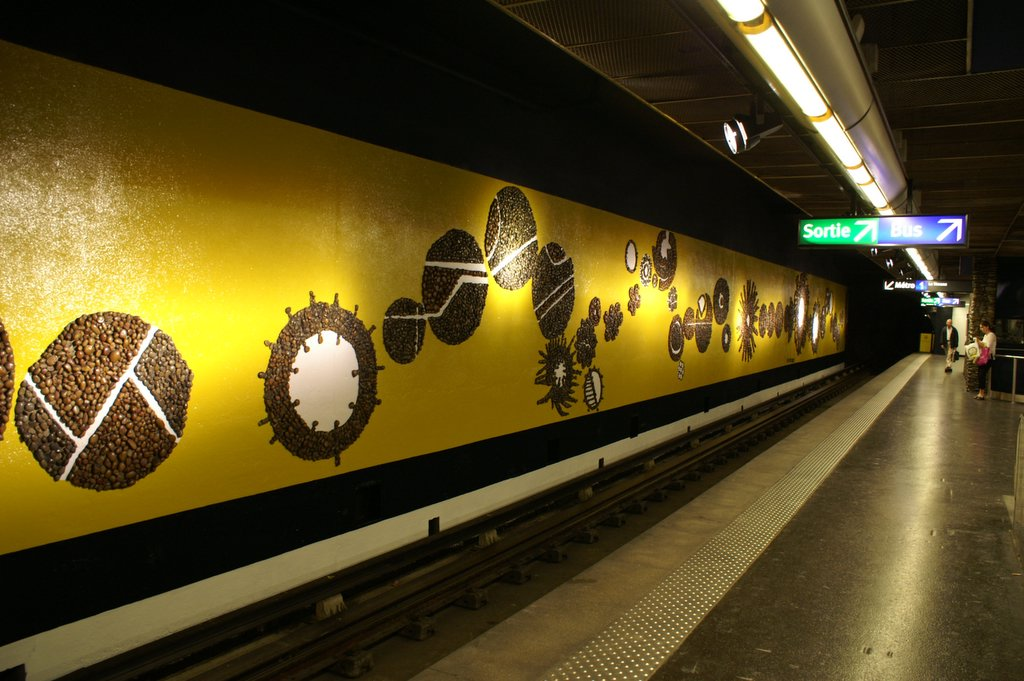
Станция «Вьё-Пор» (Мэрия)

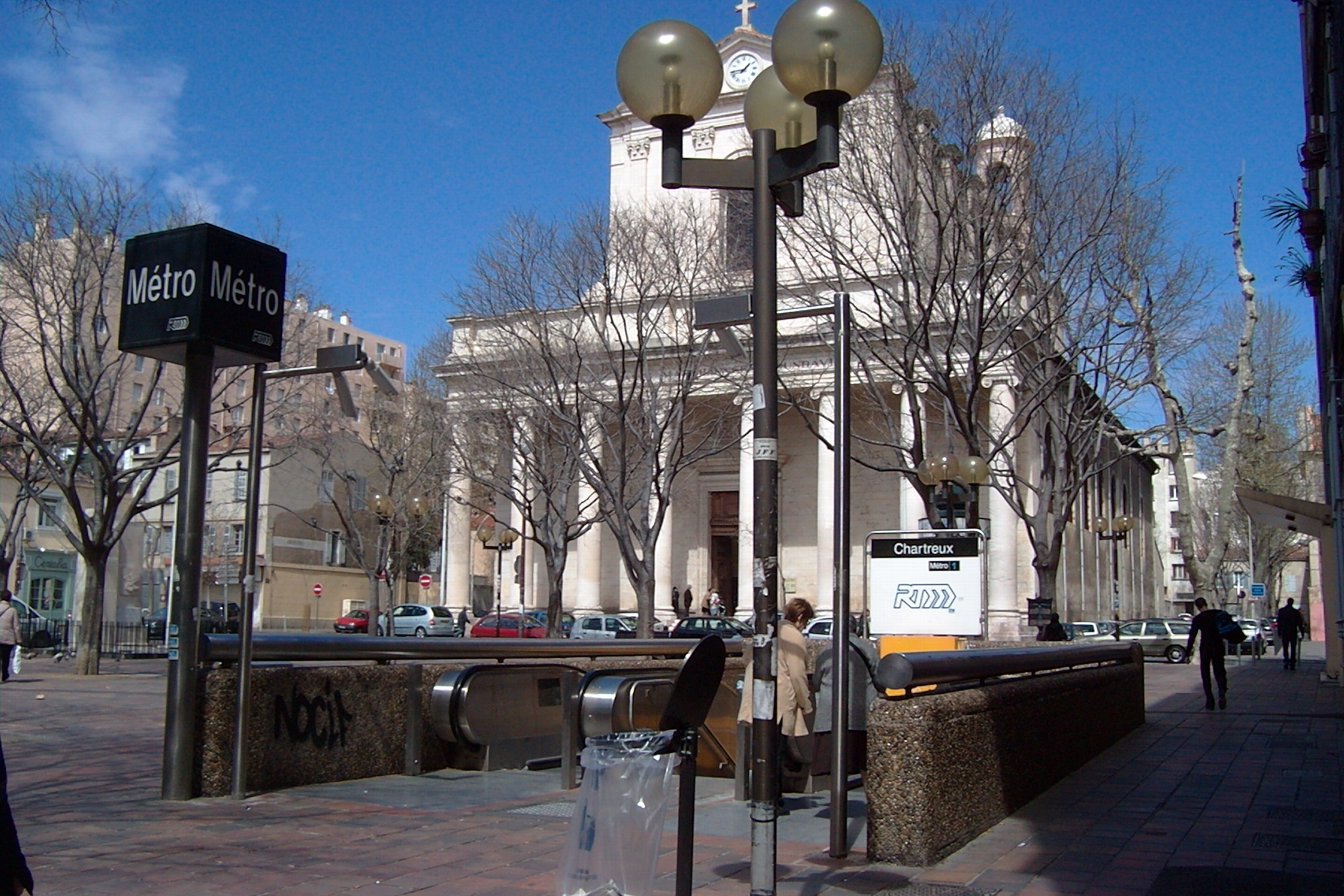
Станция «Шартрё»

- «Ла-Бланкард» (фр. La Blancarde), пересадка на SNCF и трамвай
- «Ла-Тимон» (фр. La Timone)
- «Бай» (фр. Baille)
- «Кастеллан» (фр. Castellane)
- «Эстранжен — Префектура» (фр. Estrangin - Préfecture)
- «Вьё-Пор — Мэрия» (фр. Vieux-Port - Hôtel de ville)
- «Кольбер — Руководство региона» (фр. Colbert - Hôtel de région)
- «Сен-Шарль» (фр. Saint-Charles - Gare)
- «Реформе — Канебьер» (фр. Réformés - Canebière)
- «Пять авеню — Лоншан» (фр. Cinq avenues - Longchamp)
- «Шартрё» (фр. Chartreux)
- «Сен-Жюс — Руководство департаментом» (фр. Saint-Just - Hôtel de département)
- «Мальпасе» (фр. Malpassé)
- «Фре-Валлон» (фр. Frais Vallon)
- «Ла-Роз — Техноград Шато-Гомбер» (фр. La Rose - Technopôle de Château-Gombert)

### Линия 2
- «Бугенвиль» (фр. Bougainville)
- «Насьональ» (фр. National)
- «Дезире Клари» (фр. Désirée Clary)
- «Жольетт» (фр. Joliette)
- «Жюль-Гед» (фр. Jules Guesde)
- «Сен-Шарль» (фр. St Charles - Gare)
- «Нуай» (фр. Noailles)
- «Нотр-Дам-дю-Мон — Кур-Жюльен» (фр. Notre Dame du Mont - Cours Julien)
- «Кастеллан»(фр. Castellane)
- «Перье» (фр. Périer)
- «Площадь Прадо» (фр. Rond point du Prado)
- «Сент-Маргерит Дромель»(фр. Sainte-Marguerite Dromel)